# Francesco de Sanctis (litteraturvetare)
Francesco de Sanctis, född 28 mars 1817 i Morra Irpina, död 29 december 1883 i Neapel, var en italiensk politiker och litteraturkritiker. Han har ansetts som en av de viktigaste italienskspråkiga kritikerna under 1800-talet.

## Biografi
De Sanctis föddes i Morra Irpina i Kampanien som son i en godsägarfamilj. Efter gymnasiestudier i Neapel, studerade han 1836 vid markisen Basilio Puotis fria institut. I avsikt att själv göra sig ett namn ägnade han sig åt fördjupade litteraturstudier. 
Under revolutionen 1848 erhöll en ministerpost i revolutionsregeringen och satt efter dess fall inspärrad i fängelse i Neapel under tre år. Hans rykte som en framstående föreläsare om Dante vid universitetet Turin gav honom en professur vid Polytechnikum i Zürich 1856.
Han återvände till därefter Neapel 1860 för att tillträda en post som undervisningsminister, och innehade därefter samma post åren 1861, 1878 och 1879. Från 1861 var han italiensk riksdagsledamot. År 1871 blev han professor i litteraturvetenskap vid Neapels universitet.
Som litteraturkritiker skattades De Sanctis högt, särskilt hans Storia della letteratura italiana (1870–1871) och med hans litteraturkritik, som utgavs i flera volymer, delvis efter hans död. De Sanctis hade många framstående elever, varav Benedetto Croce är en av de mest kända.